# Mycetophagus melsheimeri
Mycetophagus melsheimeri är en skalbaggsart som beskrevs av Leconte 1856. Mycetophagus melsheimeri ingår i släktet Mycetophagus och familjen vedsvampbaggar. Inga underarter finns listade i Catalogue of Life.